# Hedychridium varvarae
Hedychridium varvarae (лат.) — вид ос-блестянок рода Hedychridium (Chrysidini) из отряда перепончатокрылые насекомые. Встречается в Монголии.

## Описание
Мелкие осы-блестянки (длина тела около 4 мм), ярко-окрашенные, зелёного цвета, металлически блестящие. Характеризуется желтоватым оттенком членика усиков F1; равномерная зёленая окраска передних частей тела, включая проподеум и лицо; метасома от зелёного до красноватого при обезвоживании (в природе предположительно красная); лоб с широкими полированными промежутками; переднеспинка сужена кпереди и с острым краем по переднему краю. Лицо плоское, с боков микропунктировано и покрыто короткими прижатыми беловатыми щетинками; продольная средняя линия неполная; область перед передним глазком и латеральнее задних глазков вдавлена; глазковый треугольник равнобедренный, без глазковой линии; микропунктированные скуловые промежутки; наличник на вершине окаймлен полукруглым коричневым утолщением; жвалы двузубые; ротовые части слегка удлиненные. Голова и мезосома полностью металлически-зелёные; метасома с отблесками от розового до бронзового (возможно, металлический красный по природе и при регидратации в спирте); скапус и педицель бронзовые, F1 желтоватый; F2 коричневатый; остальная часть жгутика коричневая; тегулы коричневые; бёдра и голени с внешней стороны зелёные, суставы голеней преимущественно желтоватые; членики лапки 1—2 желтоватые, членики 3—5 коричневатые; перепонка крыла прозрачная, жилки светло-коричневые.
Хозяин неизвестен, но предположительно, как и другие виды рода паразитоиды различных ос и пчёл, в гнезда которых откладывают свои яйца, как кукушки. Вышедшая из яйца личинка блестянки затем поедает личинку хозяина гнезда.

## Систематика и этимология
Таксон был впервые описан в 2021 году итальянско-бельгийским энтомологом Паоло Роза (Paolo Rosa; University of Mons, Mons, Бельгия) и его коллегами из России (Максим Прощалыкин, Владивосток) и Чехии (Marek Halada) по материалам из юго-восточной Монголии (аймак Дорноговь, 28 км юго-восточнее Chatan-Bulag). Hedychridium varvarae включён в состав видовой группы Hedychridium ardens species group. Его можно отделять от всех других представителей этой группы по желтоватому членику усиков F1 (чёрный или коричневый, совпадающий с последующими жгутиками у других видов); однородная зелёная окраска передней части тела, включая лицо и проподеум (с контрастными цветами, по крайней мере, на лице и/или проподеуме у других монгольских видов); лоб с широкими полированными промежутками (обычно с плотными точками у других видов). Вид назван в честь Варвары М. Прощалыкиной (Владивосток) за поддержку своего отца в работе.